# パイナップルエクスプレス
パイナップルエクスプレス（英語: Pineapple Express）とは北アメリカに大雨をもたらす気象現象のこと。

## 概要
パイナップルエクスプレスはハワイ諸島周辺の海域で発生し、暖かく湿った大気を伴い亜熱帯ジェット気流に乗って北アメリカの太平洋沿岸に到達し、時に大規模な災害を引き起こす。「パイナップルエクスプレス」とはマスメディアが好んで使っているだけで、正式な気象用語ではない。気象レーダーから見るとハワイから長蛇の列を組んだ雲の塊がやってくるのでそう呼ばれているが、発生源はインド洋東部から西太平洋のあたりである。
近年の研究によると、マッデン・ジュリアン振動と呼ばれる大規模な気象現象が関与していると見られている。